# پودر میکرونیزه گیلسونایت
گیلسونایت یا قیر معدنی نوعی هیدوکربن است که به شکل سنگ است که در صنعت راهسازی و پتروشیمی کاربرد های فراوانی دارد. گیلسونایت به سه شکل متفاوت کلوخه، میکرونیزه، دانه بندی شده فراوری میشود. در واقع گیلسونایت مانند سنگ سیاه رنگی است که خاصیت شکنندگی دارد و طی فرایند میکرونیزاسیون توسط دستگاه های میکرونیزه خرد شده و تبدیل به پودر میکرونیزه گیلسونایت میشود.

## ویژگی پودر گیلسونایت
پودر گیلسونایت سمی نبوده و هیچ گونه تاثیری بر روی سلامت انسان ندارد، سرطان زا نبوده و باعث جهش ژنتیکی نیز نمیشود.

## کاربرد پودر گیلسونایت
- تولید جوهر
- راه سازی
- رنگ سازی
- ریخته گری
- صنایع نفتی
- تولید لاستیک
- تولید اسفالت
- تولید قیر صنعتی
- عایق کاری[۱]

## نگارخانه

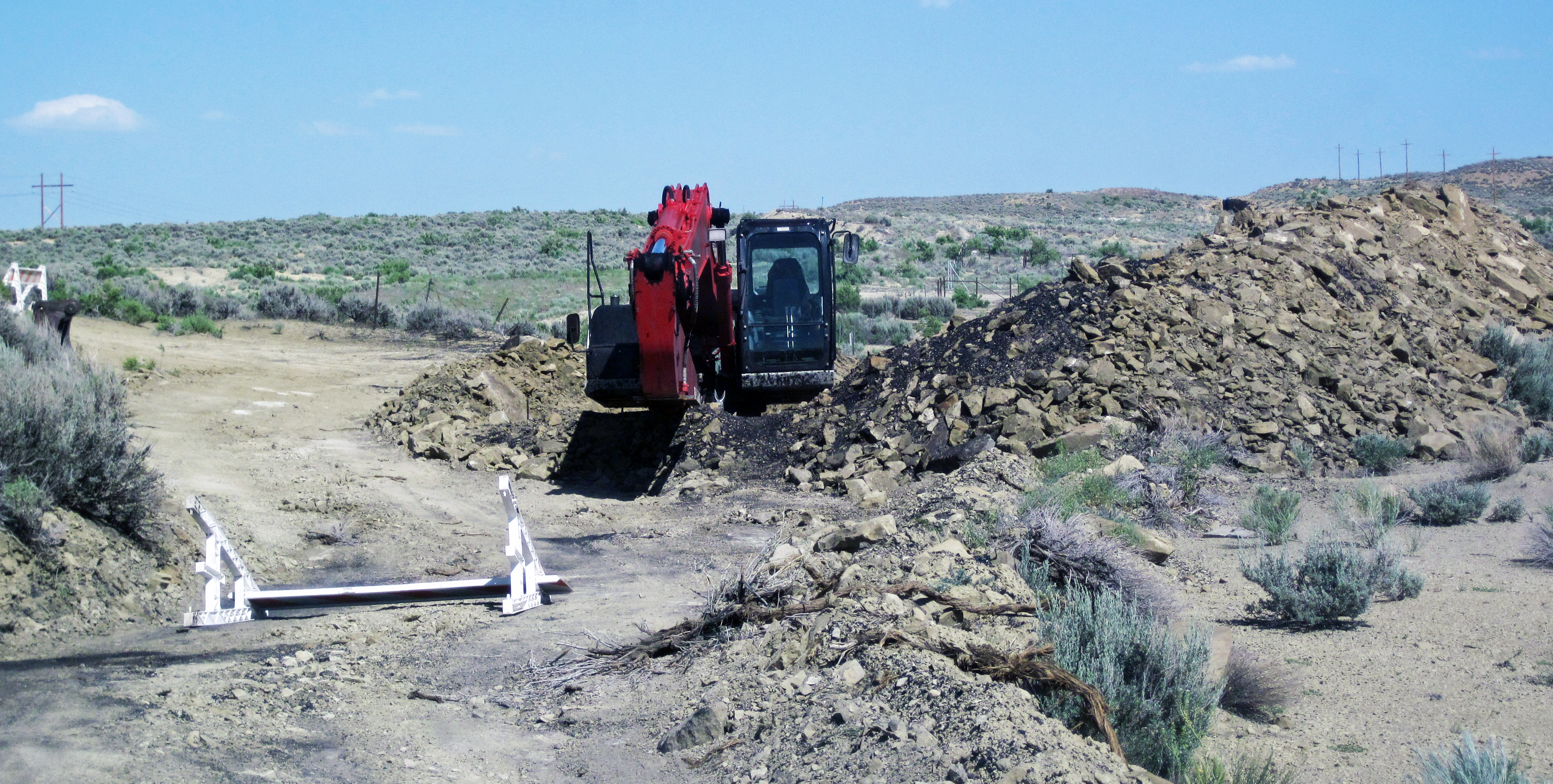
معدن گیلسونایت در شمال امریکا
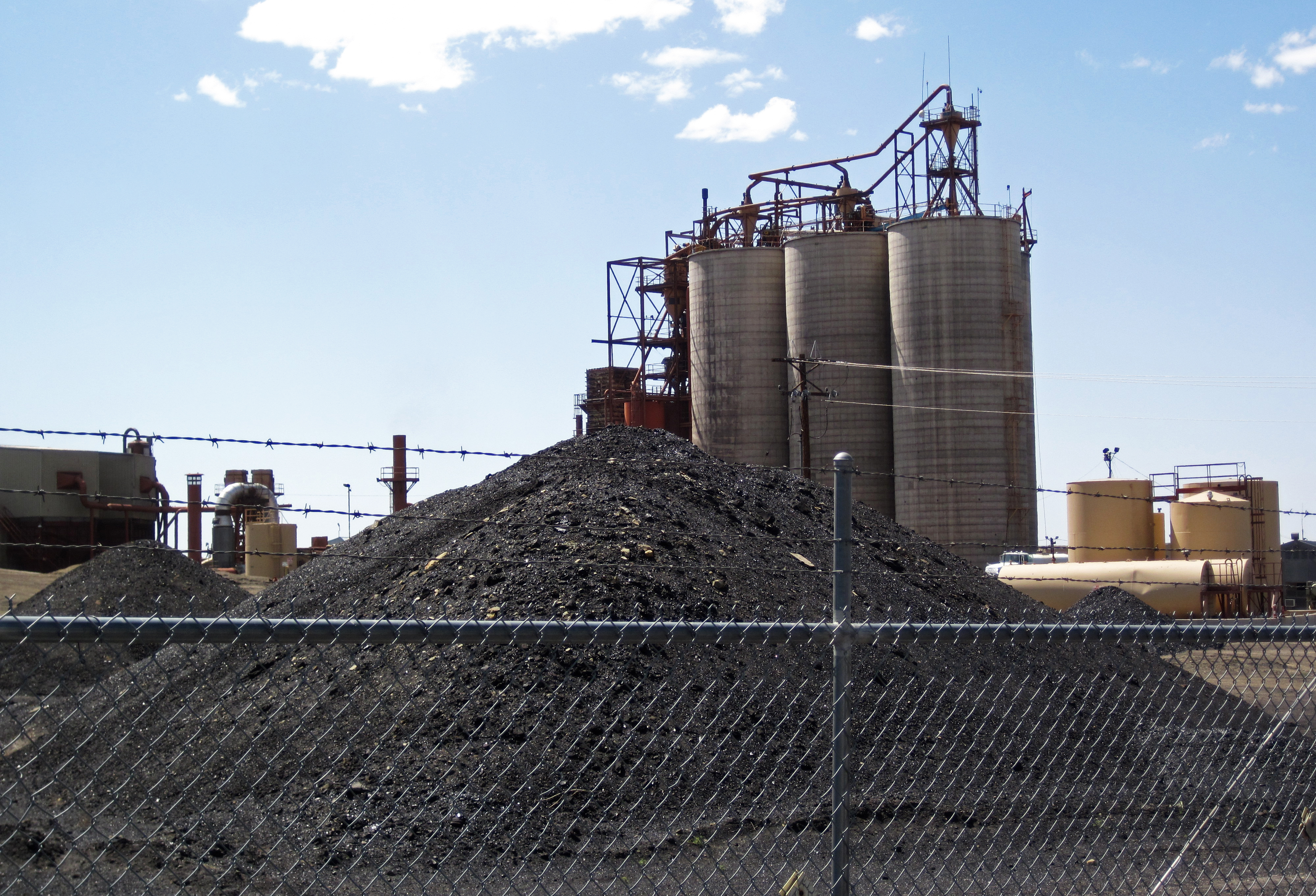
مخازن شرکت آمریکایی گیلسونایت
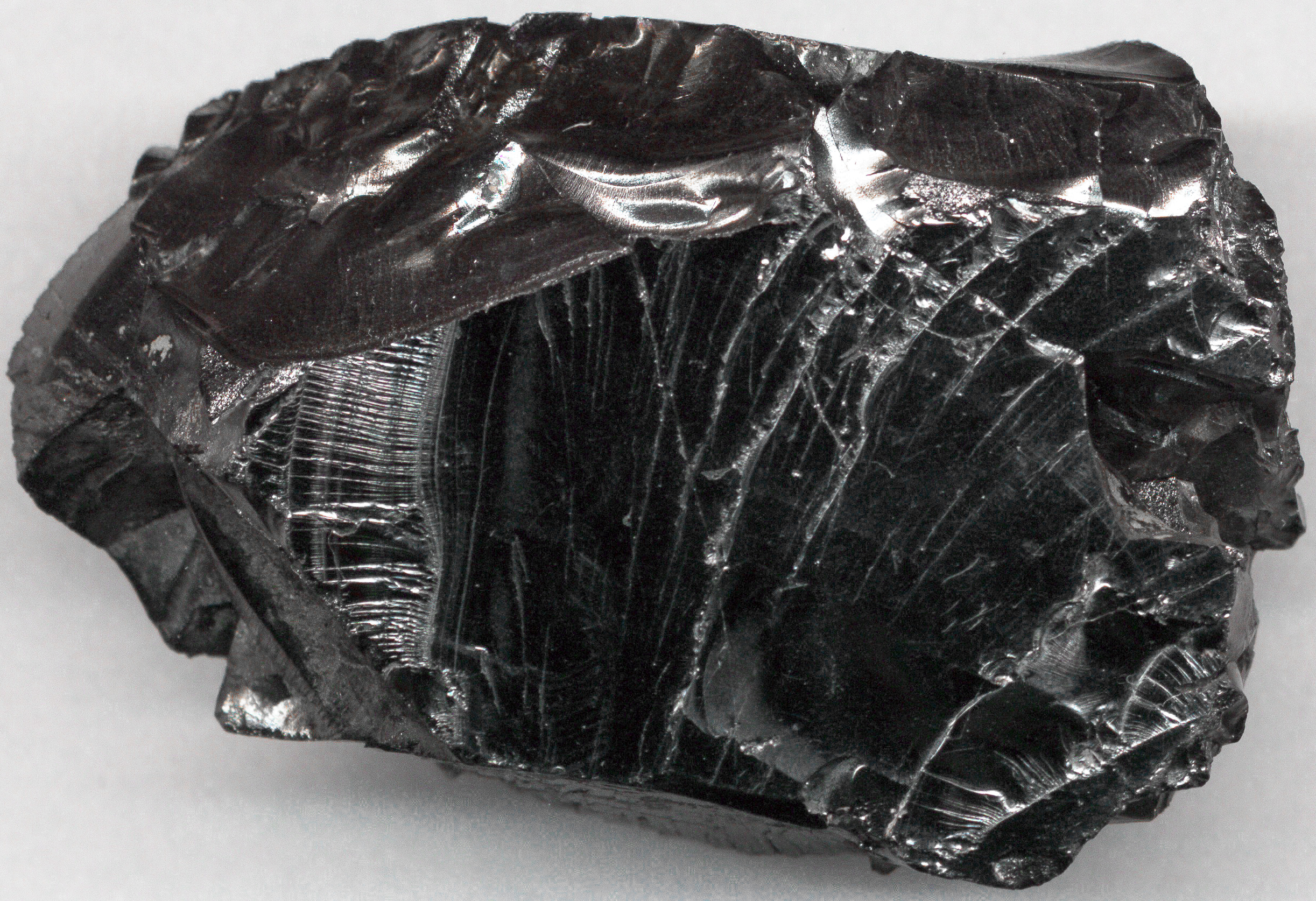
کلوخه گیلسونایت
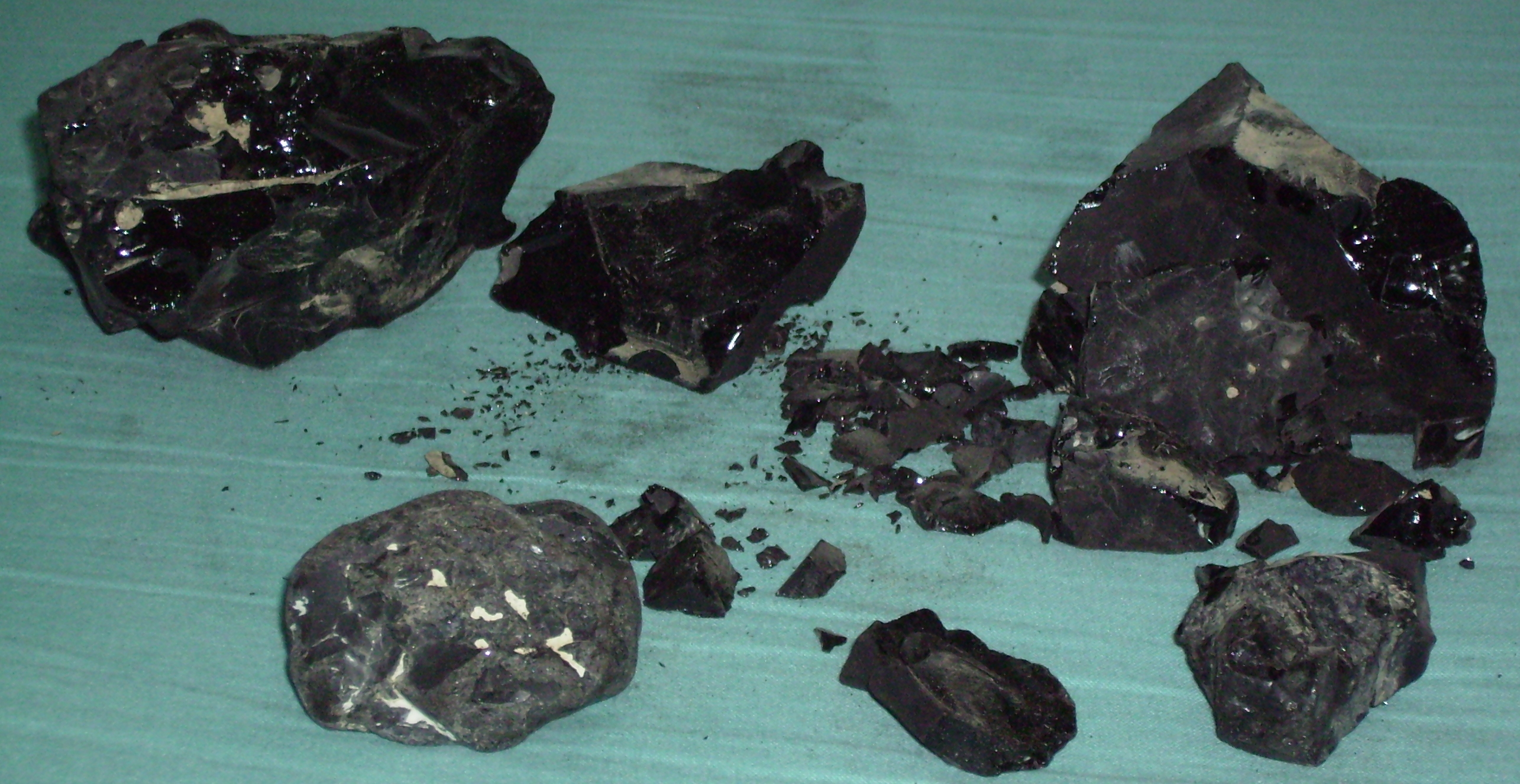
گیلسونایت خرد شده
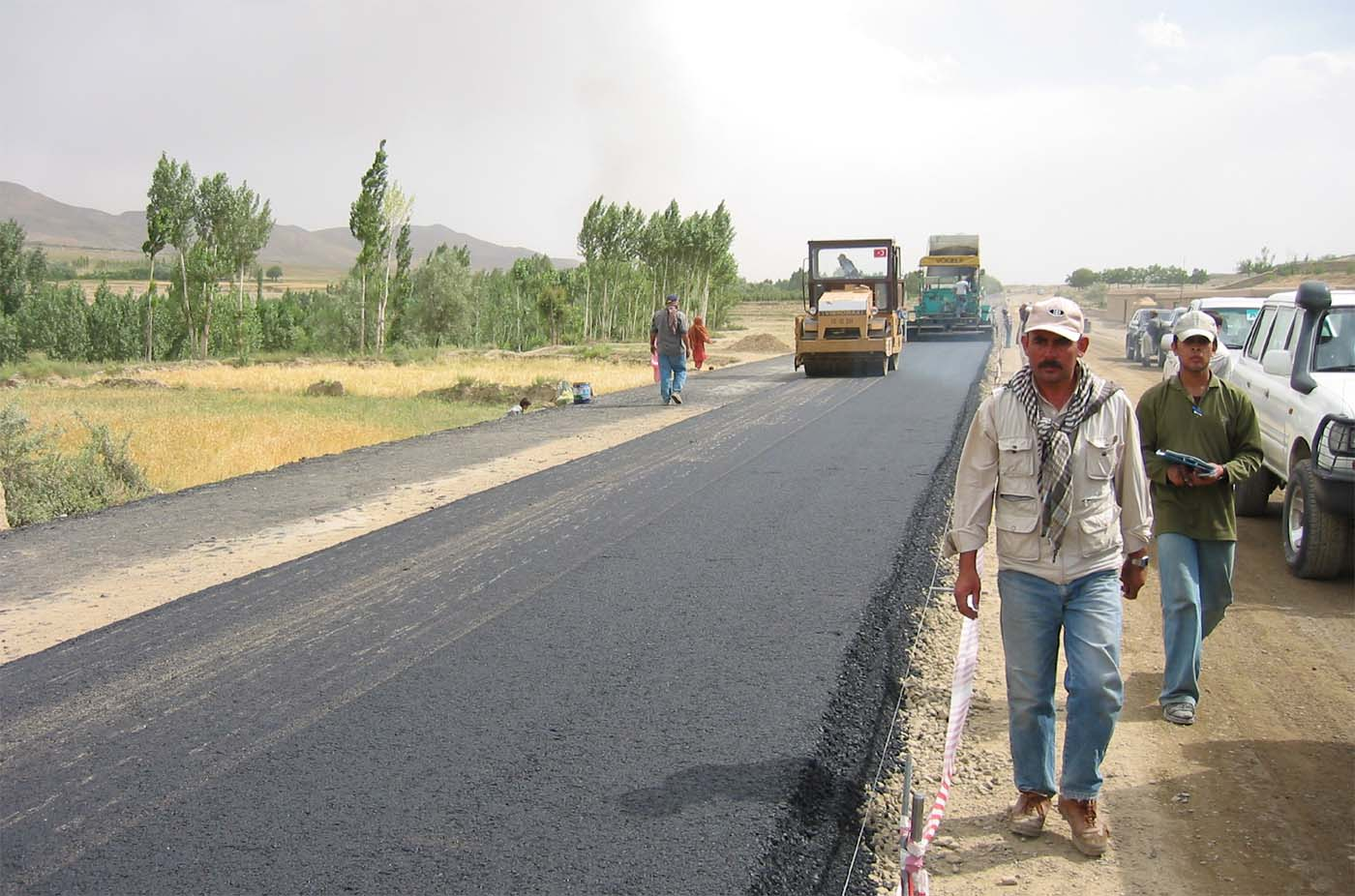
راهسازی با استفاده از گیلسونایت در کابل
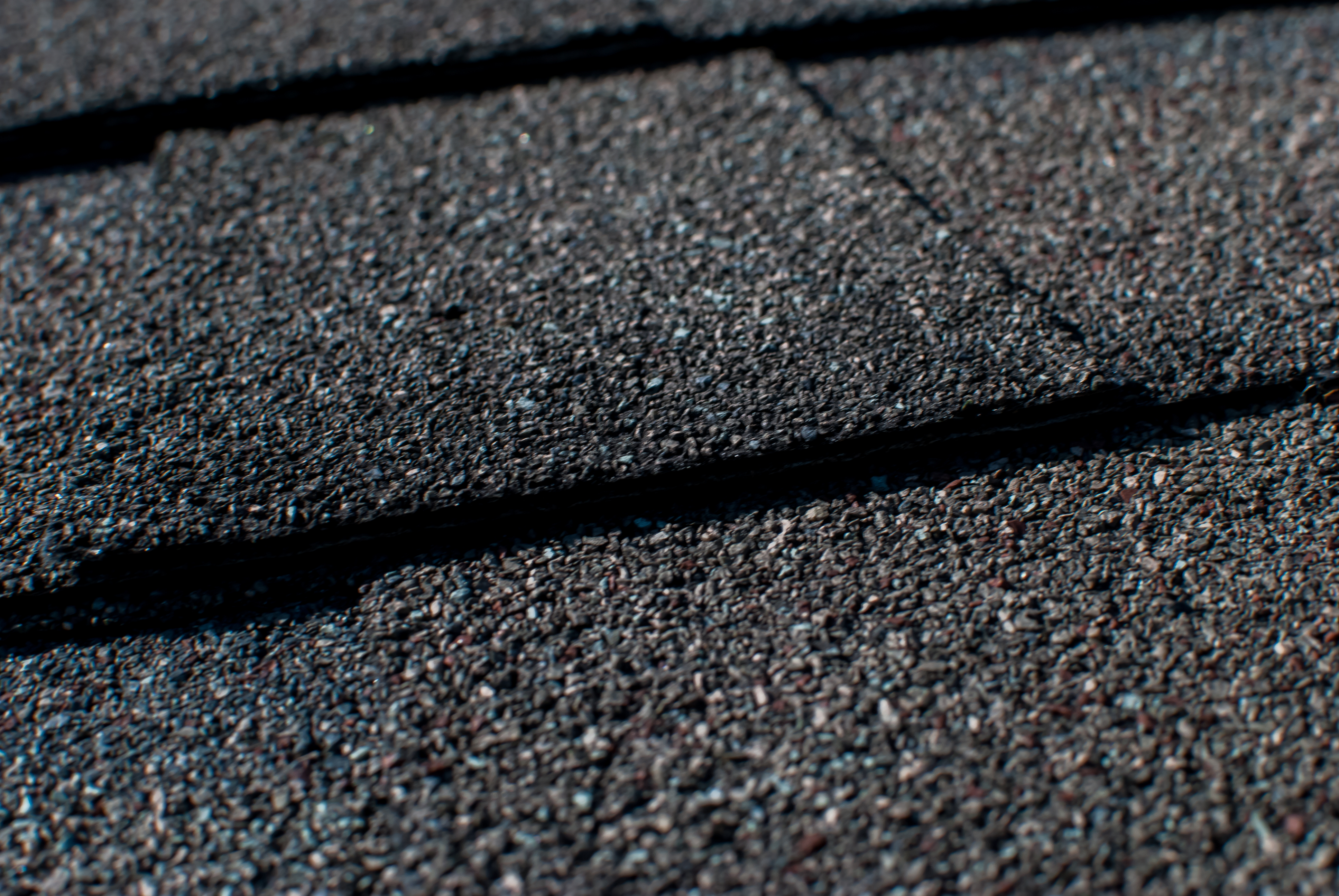
آسفالت